# Grahovo ob Bači
Grahovo ob Bači este o localitate din comuna Tolmin, Slovenia, cu o populație de 153 de locuitori.